# Carlos Rivero (baseball)
Pour les articles homonymes, voir Carlos Rivero et Rivero.
Carlos Luis Rivero Milán (né le 20 mai 1988 à Barquisimeto, Lara, Venezuela) est un joueur de champ intérieur des Red Sox de Boston de la Ligue majeure de baseball.

## Carrière
Carlos Rivero signe son premier contrat professionnel en 2005 avec les Indians de Cleveland. En ligues mineures, il joue aux positions d'arrêt-court et de joueur de troisième but pour des clubs affiliés aux Indians (2006-2010), aux Phillies de Philadelphie (2011), aux Nationals de Washington (2012-2013) et aux Red Sox de Boston, qu'il rejoint en 2014.
Rivero fait ses débuts dans le baseball majeur avec Boston le 29 août 2014 contre les Rays de Tampa Bay. Il frappe 4 coups sûrs et soutire un but-sur-balles en 8 passages au bâton en 4 matchs des Red Sox en 2014. Son premier coup sûr dans les majeures est réussi le 9 septembre contre Evan Meek, un lanceur des Orioles de Baltimore. Le lendemain 10 septembre, toujours contre Baltimore, il frappe son premier coup de circuit, une claque de 3 point aux dépens du lanceur Joe Saunders.
Le 18 décembre 2014, Rivero signe un contrat des ligues mineures avec les Mariners de Seattle.